# نقطه ذوب
نقطهٔ ذوب  یا دمای ذوب به دمایی که در آن، ماده به‌طور کامل از حالت جامد به مایع (یا بالعکس) تبدیل می‌شود، دمای ذوب می‌گویند. دمای ذوب در نمودارهای فازی به‌عنوان نقطهٔ ذوب مطرح می‌شود. تمامی نقاطی که روی خط میان فاز مایع و جامد قرار دارند، همگی بیانگر نقطهٔ انجماد/ذوب هستند. معروف‌ترین نقطهٔ ذوب/نقطهٔ انجماد مربوط به آب است. به دلیل توانایی مواد در فوق سرد شدن، نقطه انجماد می‌تواند به راحتی کمتر از مقدار واقعی خود به نظر برسد. نقطهٔ ذوب و انجماد همیشه برای مواد خالص در نظر گرفته می‌شود. نقطه ذوب یک ماده به فشار بستگی دارد و معمولاً در فشار استاندارد مانند ۱ اتمسفر یا ۱۰۰ کیلو پاسکال مشخص می‌شود. ناخالصی و فشار روی نقطهٔ ذوب/انجماد تأثیر می‌گذارد. در حین ذوب‌شدن/منجمد شدن، دمای جسم ثابت می‌ماند. وجود ناخالصی سبب کاهش نقطه ذوب می‌گردد.

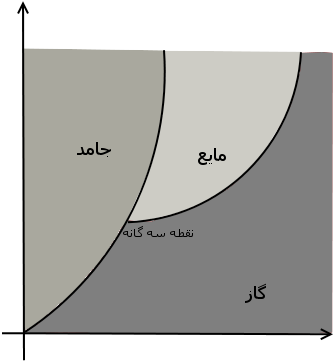
نمودار حجم و فشار (خط بین مایع و جامد نشان‌دهندهٔ نقطهٔ ذوب/نقطهٔ انجماد است)

## تفسیر میکروسکوپیِ ذوب‌شدن
در یک جسم جامد، مولکول‌های تشکیل‌دهندهٔ آن در جای خود نوسان می‌کنند، ولی هنوز حالت کریستالی خود را حفظ کرده‌اند. اگر به جسم سخت گرما داده شود، این نوسان‌ها بیشتر می‌شوند، تا زمانی که ساختار کریستالی از هم می‌پاشد و جسم مایع می‌شود.

## نقطهٔ ذوب متجانس
موادی که دارای نقطهٔ ذوب متجانس هستند، در یک دمای خاص ذوب یا منجمد می‌شوند  دمای آنها ثابت باقی می‌ماند.

## نقطهٔ ذوب نامتجانس
مواد دارای نقطهٔ ذوب نامتجانس در یک محدودهٔ دماییِ مشخص ذوب یا منجمد می‌شوند و در این محدوده با پایین‌رفتن دما مقدار فازِ جامد بیشتر شده و از مقدار فاز مایع کاسته می‌شود.

## دمای انجماد
تعریف یک دما به‌عنوان دمای ذوب یا دمای انجماد به دیدگاه ما از رژیم حرارتی بستگی دارد. هنگام گرم کردن، این نقطه، نقطهٔ ذوب، و هنگام سرد کردن، نقطهٔ انجماد است.

## تأثیر فشار
فشار بر نقطهٔ ذوب مواد تأثیر گذار است. با بالارفتن فشار نقطهٔ ذوب نیز بالا می‌رود. (البته یک استثنا وجود دارد: آب، که با فشار بالاتر، نقطهٔ ذوب آن پایین می‌آید).

با افزایش فشار، نقطهٔ ذوب یخ کاهش می‌یابد.

## نمونه‌ها
اطلاعات بیشتر: فهرست عناصر بر اساس نقطه ذوب
برای اکثر مواد، نقطه ذوب و انجماد تقریباً برابر است. برای مثال، نقطه ذوب و نقطه انجماد جیوه ۲۳۴٫۳۲ کلوین (۳۸٫۸۳- درجه سانتیگراد؛۳۷٫۸۹ درجه فارنهایت) است. با این حال، برخی از مواد دارای دماهای انتقال جامد-مایع متفاوتی هستند. به عنوان مثال، آگار در ۸۵ درجه سانتیگراد (۱۸۵ درجه فارنهایت؛ ۳۵۸ کلوین) ذوب می‌شود و در ۳۱ درجه سانتیگراد (۸۸ درجه فارنهایت؛ ۳۰۴ کلوین) جامد می‌شود. چنین وابستگی جهتی به عنوان هیسترزیس شناخته می‌شود. نقطه ذوب یخ در فشار ۱ اتمسفر بسیار نزدیک به ۰ درجه سانتیگراد (۳۲ درجه فارنهایت؛ ۲۷۳ کلوین) است. این شرایط به عنوان نقطه انجماد شناخته می‌شود. در حضور مواد هسته زا، نقطه انجماد آب همیشه با نقطه ذوب یکسان نیست. در غیاب هسته‌سازها، آب می‌تواند قبل از انجماد به‌عنوان یک مایع فوق‌سرد شده تا دمای -۴۸٫۳ درجه سانتی‌گراد (-۵۴٫۹ درجه فارنهایت؛ 224.8 K) وجود داشته باشد.
فلزی که بالاترین نقطه ذوب را دارد تنگستن است، در دمای ۳۴۱۴ درجه سانتی گراد (۶۱۷۷ درجه فارنهایت؛ ۳۶۸۷ کلوین)؛ این ویژگی تنگستن را برای استفاده به عنوان رشته‌های الکتریکی در لامپ‌های رشته‌ای عالی می‌کند. کربنیترید هافنیوم (HfCN) یک ترکیب نسوز با بالاترین نقطه ذوب شناخته شده در بین هر ماده تا به امروز و تنها مورد تأیید شده‌است که نقطه ذوب بالای ۴۲۷۳ کلوین (۴۰۰۰ درجه سانتیگراد؛ ۷۲۳۲ درجه فارنهایت) در فشار محیط دارد. شبیه‌سازی‌های کامپیوتری مکانیک کوانتومی پیش‌بینی کردند که این آلیاژ دارای نقطه ذوب حدود ۴۴۰۰ کلوین خواهد بود. این پیش‌بینی بعداً توسط آزمایش تأیید شد، اگرچه اندازه‌گیری دقیق نقطه ذوب آن هنوز تأیید نشده‌است. در انتهای دیگر مقیاس، هلیوم به هیچ وجه در فشار معمولی حتی در دماهای نزدیک به صفر مطلق منجمد نمی‌شود. فشار بیش از بیست برابر فشار معمولی اتمسفر ضروری است.
| آب در STP          | 1          | ۲۷۳      | ۳۷۳    |
| لحیم (Pb60Sn40)    |            | ۴۵۶      |        |
| کره کاکائو         |            | ۳۰۷٫۲    | -      |
| پارافین            | ۰٫۹        | ۳۱۰      | ۶۴۳    |
| هیدروژن            | ۰٫۰۰۰۰۸۹۸۸ | ۱۴٫۰۱    | ۲۰٫۲۸  |
| هلیوم              | ۰٫۰۰۰۱۷۸۵  | —        | ۴٫۲۲   |
| بریلیم             | ۱٫۸۵       | ۱۵۶۰     | ۲۷۴۲   |
| کربن               | ۲٫۲۶۷      | —        | ۴۰۰۰   |
| نیتروژن            | ۰٫۰۰۱۲۵۰۶  | ۶۳٫۱۵    | ۷۷٫۳۶  |
| اکسیژن             | ۰٫۰۰۱۴۲۹   | ۵۴٫۳۶    | -      |
| سدیم               | ۰٫۹۷۱      | ۳۷۰٫۸۷   | ۱۱۵۶   |
| منیزیم             | ۱٫۷۳۸      | ۹۲۳      | ۱۳۶۳   |
| آلومینیوم          | ۲٫۶۹۸      | ۹۳۳٫۴۷   | ۲۷۹۲   |
| گوگرد              | ۲٫۰۶۷      | ۳۸۸٫۳۶   | ۷۱۷٫۸۷ |
| کلر                | ۰٫۰۰۳۲۱۴   | ۱۷۱٫۶    | ۲۳۹٫۱۱ |
| پتاسیم             | ۰٫۸۶۲      | ۳۳۶٫۵۳   | ۱۰۳۲   |
| تیتانیم            | ۴٫۵۴       | ۱۹۴۱     | ۳۵۶۰   |
| آهن                | ۷٫۸۷۴      | ۱۸۱۱     | ۳۱۳۴   |
| نیکل               | ۸٫۹۱۲      | ۱۷۲۸     | ۳۱۸۶   |
| مس                 | ۸٫۹۶       | ۱۳۵۷٫۷۷  | ۲۸۳۵   |
| روی                | ۷٫۱۳۴      | ۶۹۲٫۸۸   | ۱۱۸۰   |
| گالیم              | ۵٫۹۰۷      | ۳۰۲٫۹۱۴۶ | ۲۶۷۳   |
| نقره               | ۱۰٫۵۰۱     | ۱۲۳۴٫۹۳  | ۲۴۳۵   |
| کادمیم             | ۸٫۶۹       | ۵۹۴٫۲۲   | ۱۰۴۰   |
| ایندیم             | ۷٫۳۱       | ۴۲۹٫۷۵   | ۲۳۴۵   |
| ید                 | ۴٫۹۳       | ۳۸۶٫۸۵   | ۴۵۷٫۴  |
| تانتال             | ۱۶٫۶۵۴     | ۳۲۹۰     | ۵۷۳۱   |
| تنگستن             | ۱۹٫۲۵      | ۳۶۹۵     | ۵۸۲۸   |
| پلاتین             | ۲۱٫۴۶      | ۲۰۴۱٫۴   | ۴۰۹۸   |
| طلا                | ۱۹٫۲۸۲     | ۱۳۳۷٫۳۳  | ۳۱۲۹   |
| جیوه               | ۱۳٫۵۳۳۶    | ۲۳۴٫۴۳   | ۶۲۹٫۸۸ |
| سرب                | ۱۱٫۳۴۲     | ۶۰۰٫۶۱   | ۲۰۲۲   |
| بیسموت             | ۹٫۸۰۷      | ۵۴۴٫۷    | ۱۸۳۷   |
| یادداشت‌ها 1. 2. 3. |            |          |        |

## اندازه گیری نقطه ذوب
مقاله اصلی: دستگاه نقطه ذوب

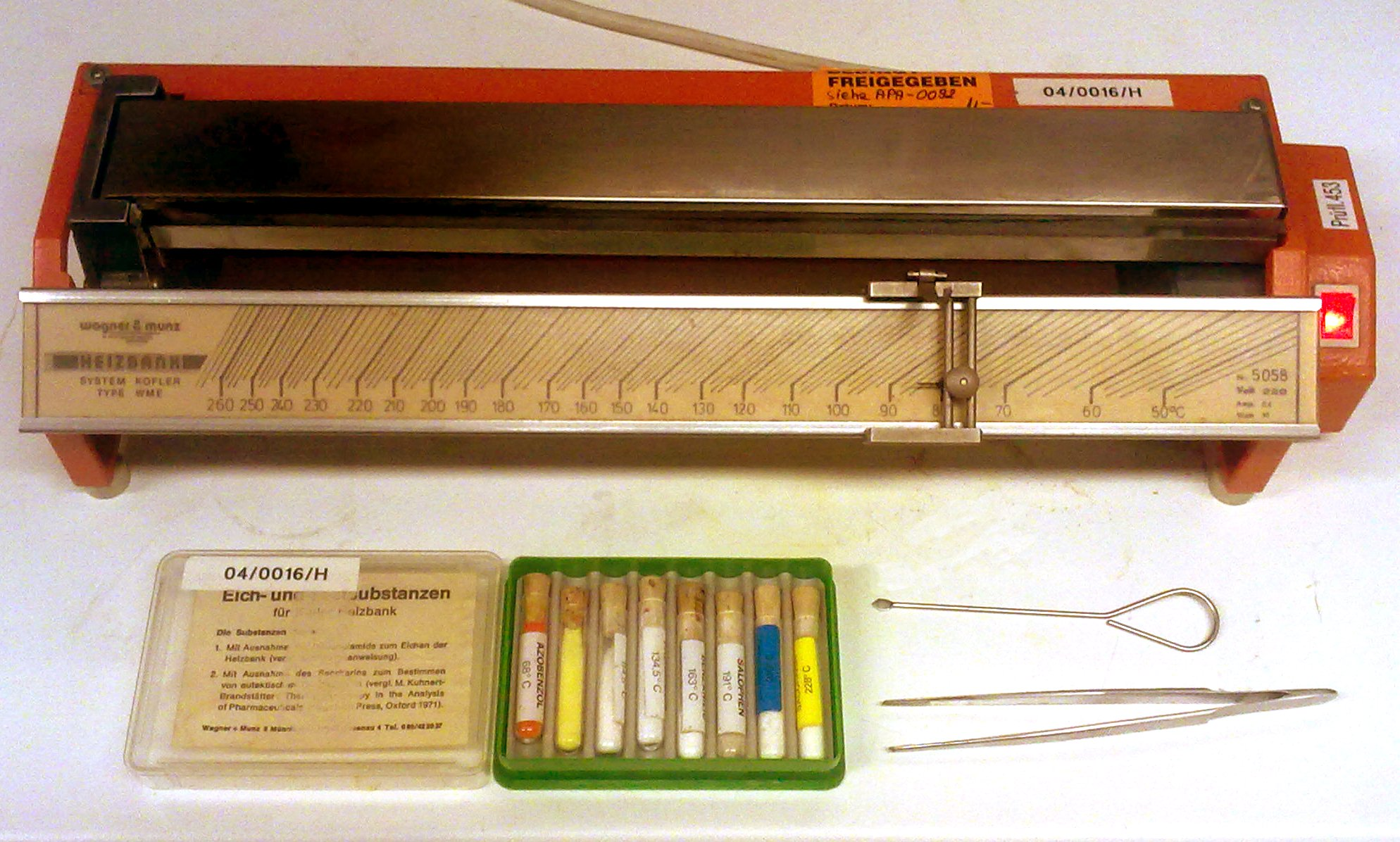
معیار کوفلر با نمونه برای کالیبراسیون

تکنیک‌های آزمایشگاهی زیادی برای تعیین نقطه ذوب وجود دارد. معیار کوفلر یک نوار فلزی با گرادیان دما (از دمای اتاق تا ۳۰۰ درجه سانتیگراد) است. هر ماده ای را می‌توان روی قسمتی از نوار قرار داد و رفتار حرارتی آن را در دمای آن نقطه نشان داد. کالریمتری سنجشی مقیاسی اطلاعاتی در مورد نقطه ذوب همراه با آنتالپی همجوشی آن می‌دهد.
یک دستگاه اصلی نقطه ذوب برای تجزیه و تحلیل جامدات کریستالی شامل یک حمام روغن با یک پنجره شفاف (اصلی‌ترین طرح: یک لوله Thiele) و یک ذره بین ساده است. چند دانه از یک جامد در یک لوله شیشه ای نازک قرار می‌گیرد و تا حدی در حمام روغن غوطه ور می‌شود. حمام روغن گرم می‌شود (و هم زده می‌شود) و با کمک ذره بین (و منبع نور خارجی) ذوب کریستال‌های منفرد در دمای معینی قابل مشاهده است. ممکن است به جای حمام روغن از یک بلوک فلزی استفاده شود. برخی از ابزارهای مدرن دارای تشخیص نوری خودکار هستند.

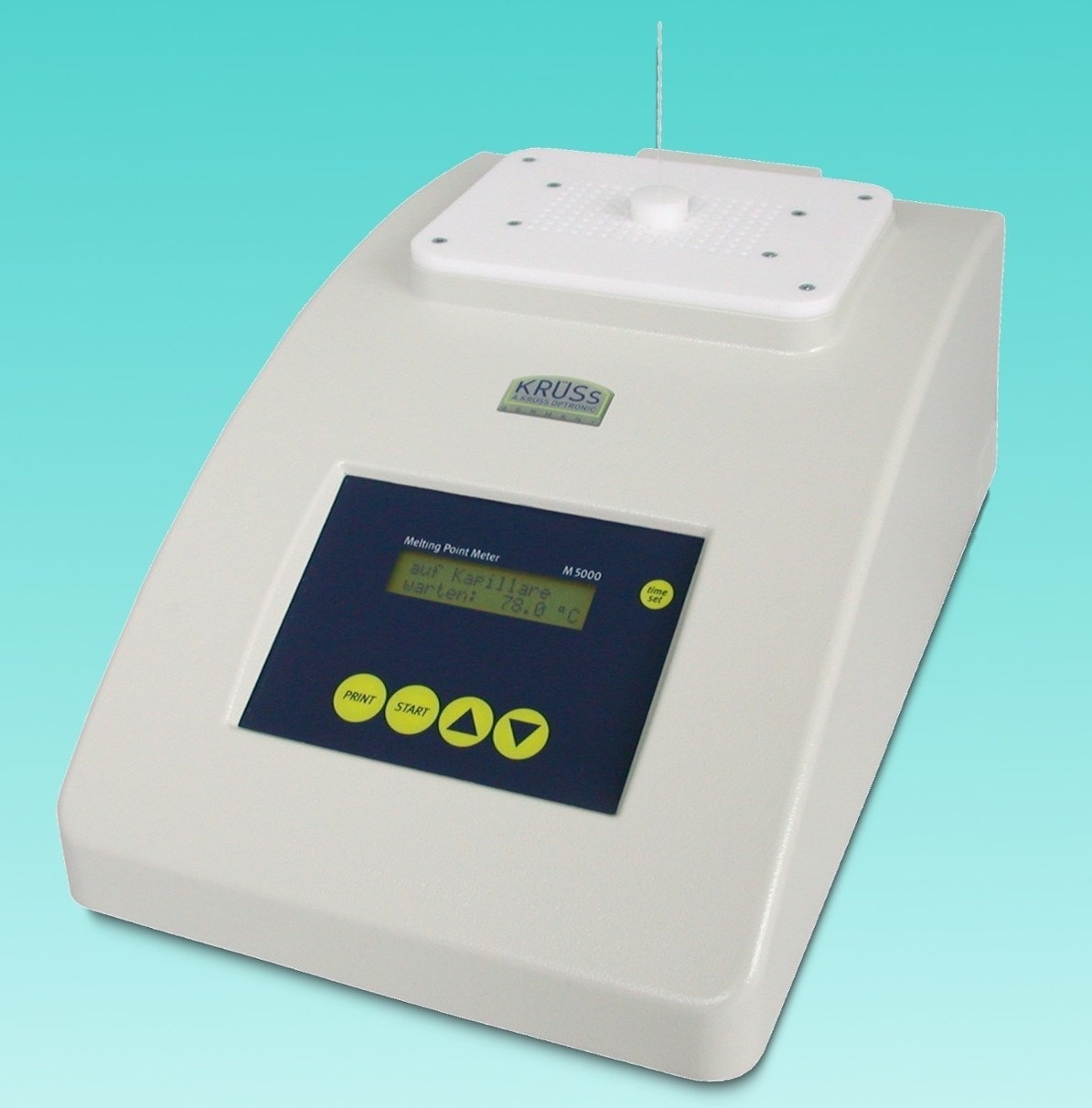
نقطه ذوب سنج دیجیتالی اتوماتیک

اندازه‌گیری همچنین می‌تواند به‌طور مداوم با یک فرایند عملیاتی انجام شود. به عنوان مثال، پالایشگاه‌های نفت نقطه انجماد سوخت دیزل را به صورت آنلاین اندازه‌گیری می‌کنند، به این معنی که نمونه از فرایند گرفته شده و به‌طور خودکار اندازه‌گیری می‌شود. این امکان اندازه‌گیری‌های مکرر را فراهم می‌کند زیرا نمونه لازم نیست به صورت دستی جمع‌آوری شود و به آزمایشگاه از راه دور برده شود.

## کاهش نقطه انجماد
مقاله‌های اصلی: کاهش نقطه انجماد و فوق‌سرد کردن
نقطه انجماد یک حلال زمانی کاهش می‌یابد که ترکیب دیگری به آن اضافه شود، به این معنی که یک محلول نقطه انجماد کمتری نسبت به یک حلال خالص دارد. این پدیده در کاربردهای فنی برای جلوگیری از یخ زدگی استفاده می‌شود، به عنوان مثال با افزودن نمک یا اتیلن گلیکول به آب.

## قانون کارنلی
در شیمی آلی، قانون کارنلی که در سال ۱۸۸۲ توسط توماس کارنلی ایجاد شد، بیان می‌کند که تقارن مولکولی بالا با نقطه ذوب بالا مرتبط است. کارنلی قانون خود را بر اساس بررسی ۱۵۰۰۰ ترکیب شیمیایی استوار کرد. به عنوان مثال، برای سه ایزومر ساختاری با فرمول مولکولی C5H12، نقطه ذوب در سری ایزوپنتان ۱۶۰- درجه سانتی گراد (113 K) n-پنتان ۱۲۹٫۸- درجه سانتی گراد (143 K) و نئوپنتان ۱۶٫۴- درجه سانتی گراد (256.8 K) افزایش می‌یابد. به همین ترتیب در زایلن‌ها و همچنین دی کلروبنزن‌ها نقطه ذوب به ترتیب متا، ارتو و سپس پارا افزایش می‌یابد. پیریدین تقارن کمتری نسبت به بنزن دارد از این رو نقطه ذوب آن پایین‌تر است اما نقطه ذوب دوباره با دی‌آزین و تری‌آزین‌ها افزایش می‌یابد. بسیاری از ترکیبات قفس مانند مانند آدامانتان و کوبان با تقارن بالا نقطه ذوب نسبتاً بالایی دارند.

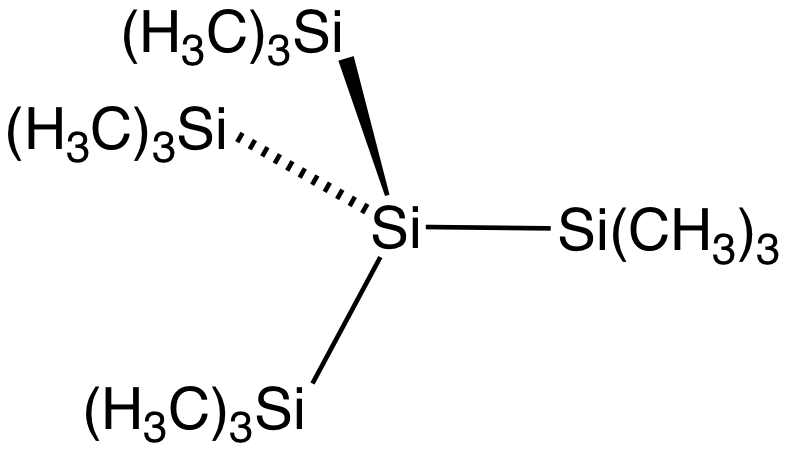
مانند بسیاری از ترکیبات با تقارن بالا، تتراکیس (تری متیل سیلیل) سیلان دارای نقطه ذوب بسیار بالایی (۳۱۹–۳۲۱ درجه سانتیگراد) است.

نقطه ذوب بالا ناشی از گرمای زیاد همجوشی، آنتروپی کم همجوشی یا ترکیبی از هر دو است. در مولکول‌های بسیار متقارن، فاز کریستالی به‌طور متراکم با بسیاری از برهمکنش‌های بین مولکولی کارآمد پر شده‌است که منجر به تغییر آنتالپی بالاتر در هنگام ذوب می‌شود.

## پیش بینی نقطه ذوب
در فوریه ۲۰۱۱، آلفا ایسر بیش از ۱۰۰۰۰ نقطه ذوب ترکیبات را از فهرست خود به عنوان داده باز منتشر کرد. این مجموعه داده برای ایجاد یک مدل جنگل تصادفی برای پیش‌بینی نقطه ذوب استفاده شده‌است که اکنون به صورت رایگان در دسترس است. داده‌های نقطه ذوب نیز از مقدمات طبیعت موجود است. داده‌های با کیفیت بالا استخراج شده از پتنت‌ها و همچنین مدل‌های توسعه یافته با این داده‌ها توسط تتکو و همکاران منتشر شد.